# Едуард Олтман
Едуард Олтман (на английски: Edward Altman) американски икономист, професор по финанси в Училището по бизнес „Ленард Стърн“ на Нюйоркския университет. Известен е с разработването на формулата Z-Score, която е публикувана през 1968 г. Моделът му за непублични дружества е развит през 1983 г.
Той представлява мултивариантна формула за предвиждане на фирмен банкрут. Коефициентът, който се получава при прилагането на неговата Z-Score формула, позволява да се определи вероятността предприятието на банкрутира в близките 2-3 години.
Същността на неговия подход е избора на относително независими коефициенти (отношения между сумата на капитала, неразпределена печалба и т.н.) и определяне на теглата им.

## Формулата Z-Score
- За публични дружества формулата е:

Z=1,2x1+1.4x2+3.3x3+0,6x4+0.999x5
- за непублични дружества формулата е:

Z=0,717x1+0,847x2+3,107x3+0,42x4+0.995x5
където
x1 – отношението оборотен капитал/сума на активите
x2 – отношението неразпределена печалба/сума на активите
x3 – отношението печалба преди лихви и данъци/сума на активите
x4 – за публични дружества е отношението пазарна стойност на капитала/привлечен капитал
- x4 – за непублични дружества е отношението балансова стойност на собствения капитал/привлечен капитал

x5 – отношението приходи от продажби/сума на активите
Според получените стойности Олтман определя 3 интервала:
За публични дружества
- < 1,8 – голяма вероятност за фалит
- 1,81-2,99 -зона на неопределеност
- > 3 -няма опасност на банкрут

За непублични дружества
- < 1,23 – голяма вероятност за фалит
- 1,23-2,90 -зона на неопределеност
- > 2,90 -няма опасност на банкрут